# Всеобщие выборы в Палау (2008)
Всеобщие выборы в Республике Палау проходили 4 ноября 2008 года. На них избирались президент и депутаты Национального Конгресса Палау. В результате президентом был избран Джонсон Торибионг. Президент Томасу Ременгесау не мог баллотироваться, так как он уже был президентом максимально разрешённые два срока подряд, но объявил, что он будет баллотироваться в Сенат.
Впервые в истории Палау кандидаты в президенты баллотировались вместе с объявленными кандидатами в вице-президенты. На предыдущих выборах президент и вице-президент избирались отдельно и победители формировали так называемую национальную руководящую команду.

## Результаты

### Президентские выборы
| Президентские выборы в Палау, 2008   | Президентские выборы в Палау, 2008 | Президентские выборы в Палау, 2008 | Президентские выборы в Палау, 2008 | Президентские выборы в Палау, 2008 | Президентские выборы в Палау, 2008 |
| Кандидат                             | Кандидат в вице-президенты         | 1-й тур                            | 1-й тур                            | 2-й тур                            | 2-й тур                            |
| Кандидат                             | Кандидат в вице-президенты         | Голоса                             | %                                  | Голоса                             | %                                  |
| ------------------------------------ | ---------------------------------- | ---------------------------------- | ---------------------------------- | ---------------------------------- | ---------------------------------- |
| Джонсон Торибионг                    | Кераи Мариур                       | 2526                               | 27,49                              | 4942                               | 51,12                              |
| Элиас Камсек Чин                     | Алан Сеид                          | 3027                               | 32,95                              | 4726                               | 48,88                              |
| Сурангель Уиппс                      | Билли Куартеи                      | 2248                               | 24,47                              |                                    |                                    |
| Джошуа Кошиба                        | Джексон Нгираингас                 | 1387                               | 15,10                              |                                    |                                    |
| Недействительных и пустых бюллетеней |                                    |                                    |                                    |                                    |                                    |
| Всего                                | Всего                              | 9188                               | 100,00                             | 9668                               | 100,00                             |
| Явка избирателей                     |                                    |                                    |                                    |                                    |                                    |

### Парламентские выборы
На выборах переизбирались все места парламента Палау. На 13 мест Сената претендовали 43 кандидата. На 16 мест Палаты делегатов баллотировались 44 кандидата. Из всех кандидатов в Парламент было десять женщин, что стало наибольшим количеством. Из них семь женщин претендовало на места в Сенате.